# 豊増昇
豊増 昇（とよます のぼる、1912年5月23日 - 1975年10月9日）は、日本のピアニスト、音楽教育者。日本藝術院会員。佐賀県佐賀市出身。

## 経歴
1933年、東京音楽学校卒。高折宮次、レオ・シロタらに師事。1936年ドイツに留学、1943年東京音楽学校教授。その後、京都市立音楽短期大学教授を経て、1959年に武庫川女子大学音楽部長となった。
1940年にベートーヴェンのピアノソナタとピアノ協奏曲全作品の連続演奏会、
1949年にバッハ死後200年記念ピアノ曲連続演奏会、さらに1950年にもバッハのピアノ曲全作品の連続演奏会をおこなった。1956年、日本人として初めてベルリンフィルハーモニー管弦楽団の定期演奏会に出演した（指揮はヨーゼフ・カイルベルト）。1961年日本芸術院賞受賞、1962年芸術院会員。
1975年、肺癌のため死去。
小澤征爾に、指揮者になる事を勧めた人物でもある。1993年には郷里佐賀で「豊増昇生誕百年記念音楽祭」が開かれた。

## 著作
- CiNii 豊増昇